# Comté de Warren (Australie)
Pour les articles homonymes, voir Warren et Comté de Warren.

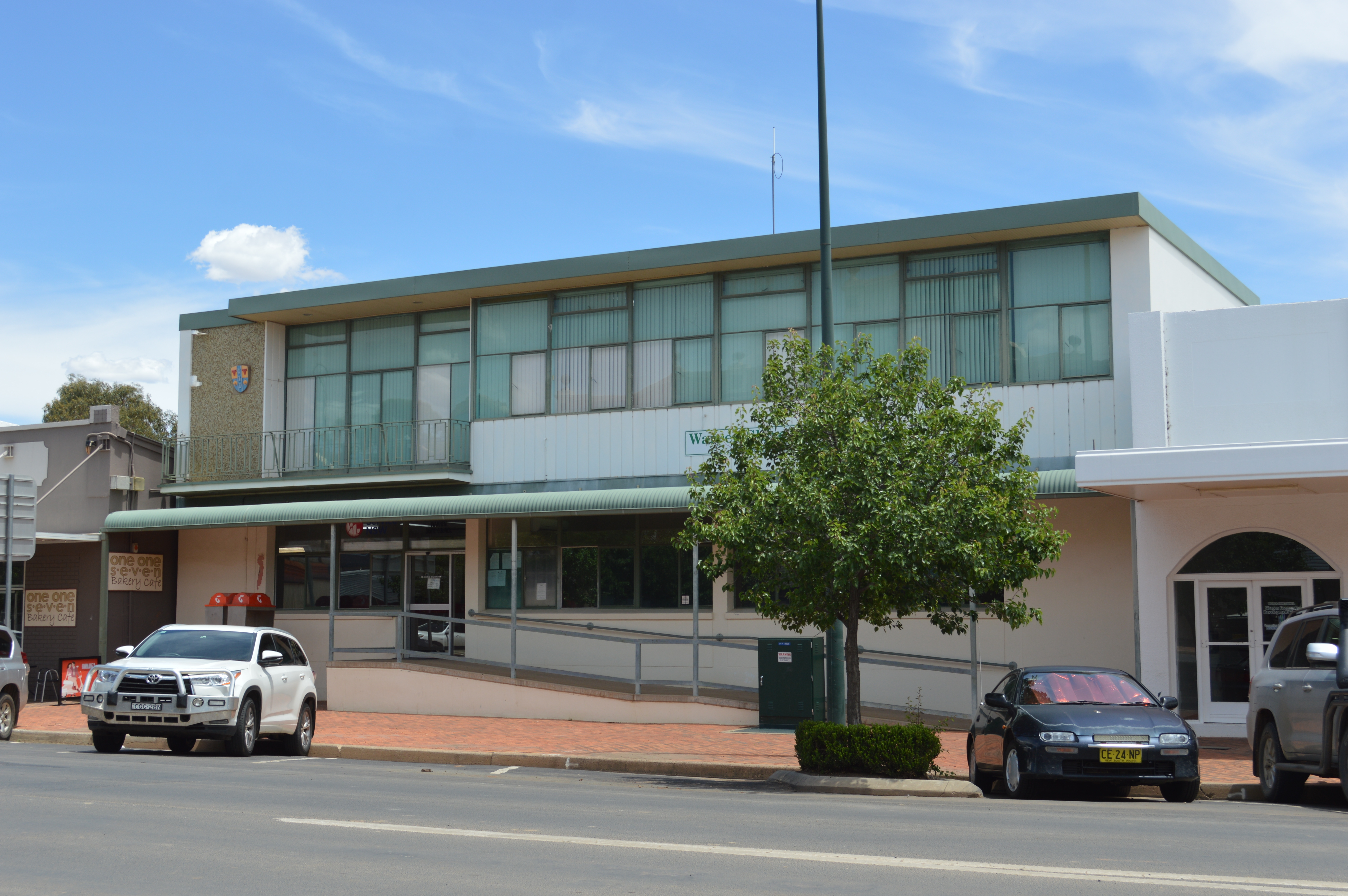
Siège du comté de Warren

Le comté de Warren (en anglais : Warren Shire) est une zone d'administration locale située dans l'État de Nouvelle-Galles du Sud en Australie, dont le siège est Warren.

## Géographie
Le comté s'étend sur 10 760 km2 dans la région d'Orana, au centre de la Nouvelle-Galles du Sud. Il est arrosé par la Macquarie et est traversé par les Mitchell et Oxley Highways.
C'est une zone d'élevage de mouton et de culture du coton.
Il comprend les villes de Warren et de Nevertire.

## Histoire
Le comté est créé le 1er janvier 1957 par la fusion de la municipalité de Warren avec le comté de Marthaguy.

## Démographie
| 2001  | 2006  | 2011  | 2016  | 2021  |
| ----- | ----- | ----- | ----- | ----- |
| 3 150 | 2 750 | 2 758 | 2 732 | 2 550 |

## Politique et administration
Le conseil municipal comprend douze membres élus pour un mandat de quatre ans, qui à leur tour élisent le maire pour deux ans. À la suite des élections du 4 décembre 2021, le conseil est formé d'indépendants. 

### Liste des maires
| Période                                  | Période        | Identité       | Étiquette   | Qualité |
| ---------------------------------------- | -------------- | -------------- | ----------- | ------- |
| Les données manquantes sont à compléter. |                |                |             |         |
|                                          | septembre 2018 | Rex Wilson     | Indépendant |         |
| septembre 2018                           | en cours       | Milton Quigley | Indépendant |         |

La zone est rattachée à la circonscription de Parkes pour les élections fédérales et à celle de Barwon pour les élections à l'Assemblée législative de Nouvelle-Galles du Sud.